# Santa Maria Magdalena de Veda
L'església de Santa Maria Magdalena de Veda, o Vesa, és una església romànica en ruïnes del terme comunal de Sureda, a la comarca del Rosselló, a la Catalunya Nord.
És situada a 800 m alt, al costat del camí que relligava el castell d'Ultrera amb el de Requesens, que tenien dependència comuna.

## Història
Dos documents diferents, del 1143 i del 1322, esmenten aquest lloc com a alou de l'abadia de Sant Andreu de Sureda; el lloc comprenia la part alta de la vall on es troba.
La capella fou construïda al segle XII pels monjos de Sant Andreu de Sureda, a 800 m alt, ran del camí. L'església servia d'hospici als viatgers.

## Característiques
Tot i trobar-se en ruïnes, es reconeix que era una església petita, d'una sola nau. Les restes estan molt enterrades i cobertes de vegetació, per la qual cosa caldria una campanya arqueològica per netejar i poder reconèixer tota la planta, que, tanmateix, s'endevina entre les restes, que formen un munt de pedres. L'absis és trapezoïdal, cosa que situa l'església en l'etapa del preromànic. En alguns llocs es conserva l'arrencada de la volta, que devia ser de punt rodó, i a l'interior de la nau es veu una banqueta que resseguia els murs laterals, així com algunes fornícules. L'aparell és de pedres petites i mitjanes sense desbastar, la major part de pissarra. Les pedres cantoneres són en part de blocs de granit i de quarsita.

## Restes del camí medieval i d'una torre de guaita
Ran de l'església discorria el Camí del Vell Roure, que enllaçava Sureda amb Requesens. A uns 30 metres de les restes de la capella, en un collet, es conserva un tram del camí medieval, excavat a la roca, amb els fonaments d'una construcció quadrada, de 7 x 4 metres, de pedra seca, que podria ser la base d'una torre de guaita.